# Bombdådet i Jaipur 2008
Bombdådet i Jaipur 2008 var en serie av nio bomber som sprängdes i turistorten Jaipur i Indien den 13 maj 2008. Officiella uppgifter meddelade 63 dödade och 216 eller fler skadade.
Två dagare senare skickades e-post, där islamistorganisationen Indian Mujahideen påstod sig ligga bakom dådet.

## Bomber
I följande områden sprängdes bomber genom att hexogen placerades i cyklar.
- Badi Choupar
- Manak Chowk Police Station area
- Johari Bazar
- Tripolia Bazar
- Choti Choupar
- Kotwali area

### Fotnoter
1. ↑  Oscar Julander (13 maj 2008). ”Explosioner på indisk turistort”. Expressen. http://www.expressen.se/nyheter/explosioner-pa-indisk-turistort/. Läst 15 november 2015.